# Euselasia clesa
Euselasia clesa är en fjärilsart som beskrevs av William Chapman Hewitson 1856. Euselasia clesa ingår i släktet Euselasia och familjen Riodinidae. Inga underarter finns listade i Catalogue of Life.

## Bildgalleri

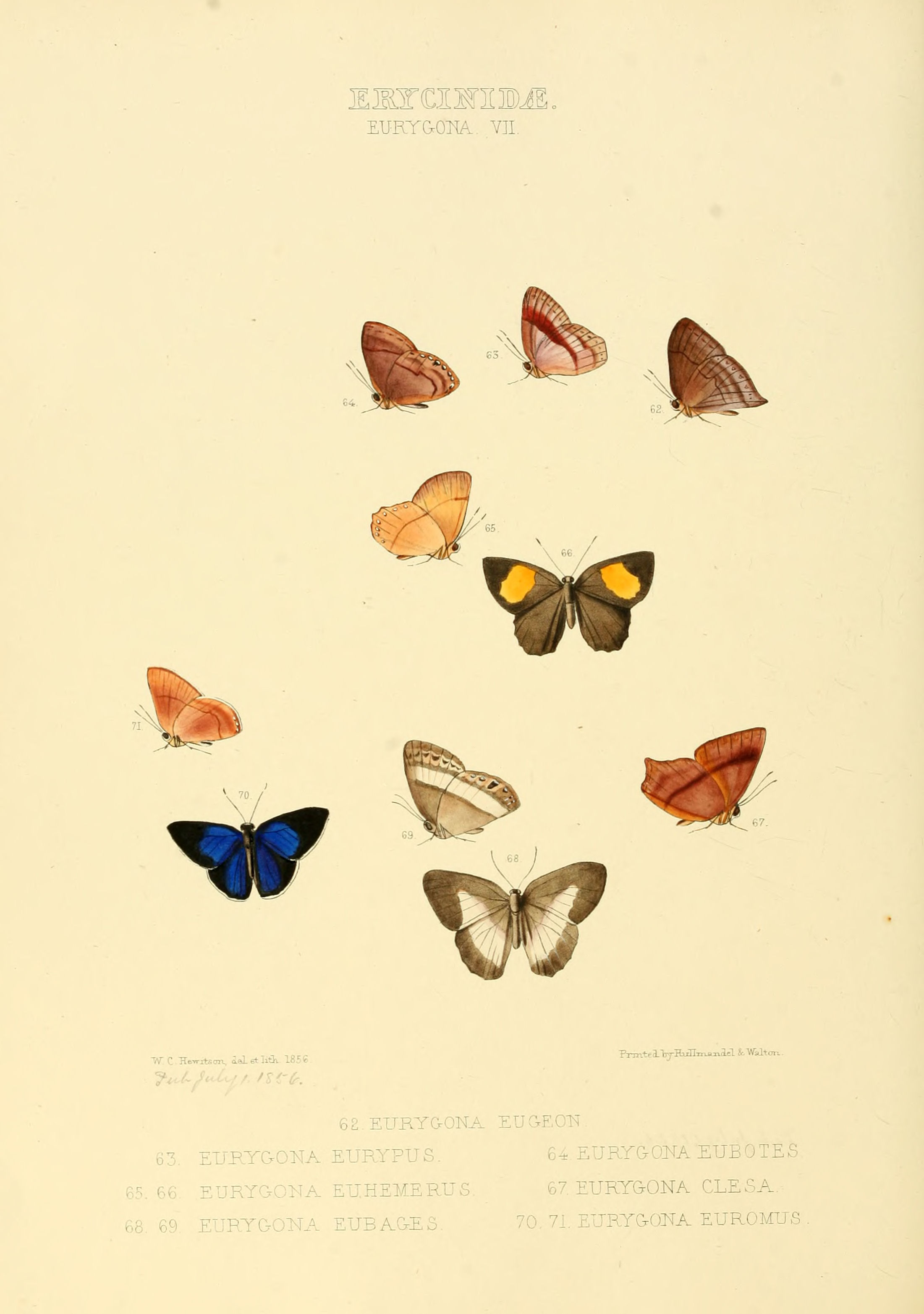